# Carrie Prejean

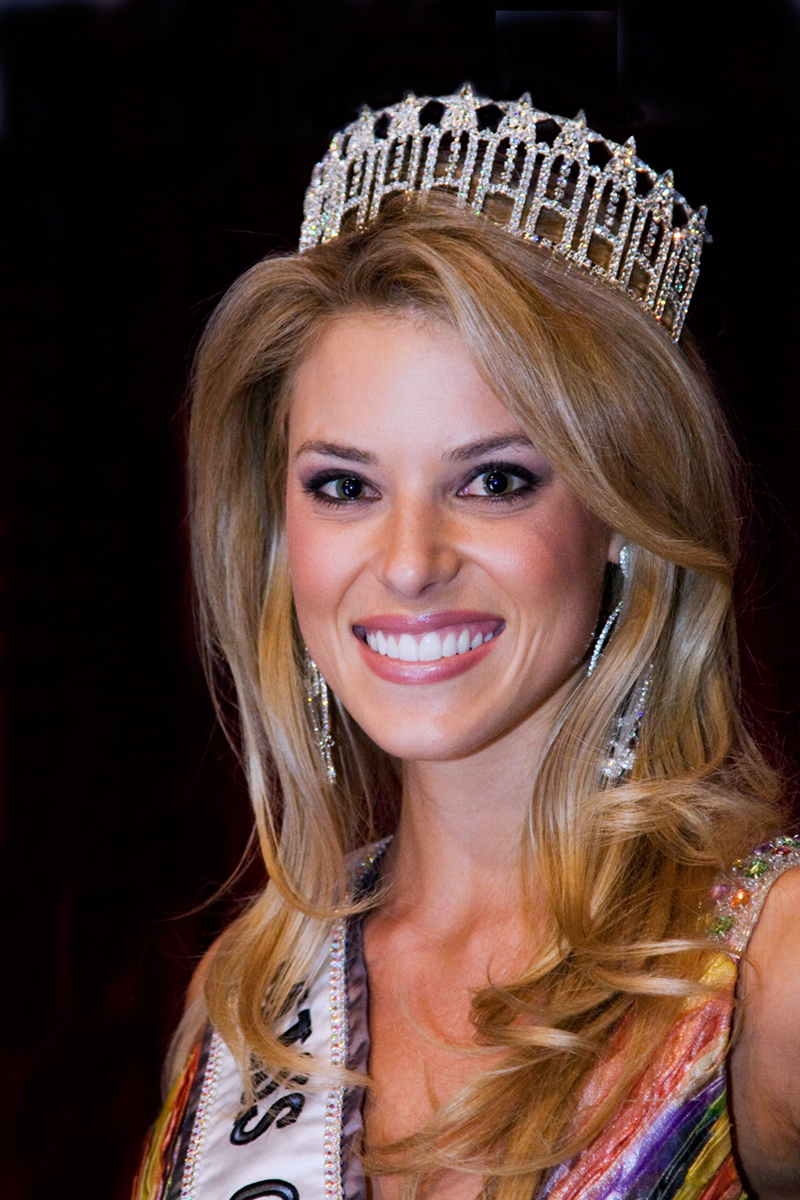
Carrie Prejean als Miss California USA 2009

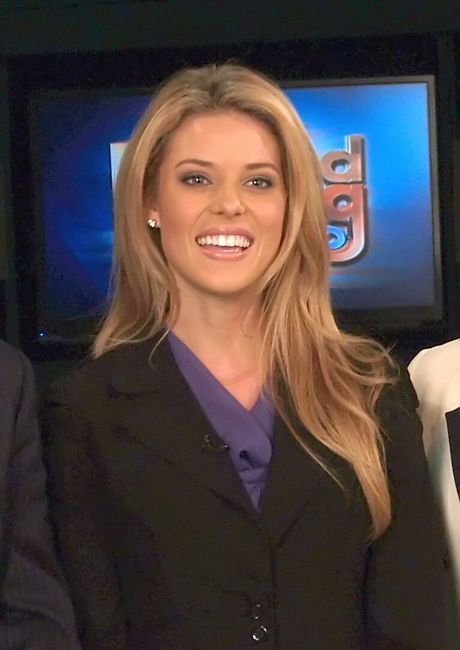
Carrie Prejean 2009

Caroline Michelle „Carrie“ Prejean (* 13. Mai 1987 in San Diego, Kalifornien) ist ein US-amerikanisches Model und war Miss California USA 2009. Bekannt wurde sie neben einigen Gameshow- und Fernsehauftritten durch kontrovers empfundene Aussagen zur gleichgeschlechtlichen Ehe bei der Befragung anlässlich des Schönheitswettbewerbs zur Miss USA 2009 und eine nachfolgende landesweite Debatte und juristische Auseinandersetzungen.

## Leben
Carrie Prejean wurde als Kind von Will und Francine Prejean geboren. Die Eltern trennten sich 1988, die Frage des Sorgerechts hatte erhebliche Auseinandersetzungen zwischen den Eltern zur Folge, bei denen das Thema Homosexualität eine Rolle spielte.
Prejean wuchs in einem evangelikalen Umfeld in Vista, Kalifornien, auf und schloss dort 2005 die High School ab. 2009 gewann sie den Titel der Miss California USA und nahm anschließend an den Wahlen zur Miss USA teil. Sie hatte auch mehrere Auftritte im Fernsehen. Prejean studiert Lehramt für Förderschulen und engagiert sich im Bereich Behindertenförderung und -sport. Sie gehört aktiv zur Gemeinde der The Rock Church, einer bekenntnisunabhängigen evangelikalen Megachurch in San Diego, Kalifornien.

## Kontroverse um Aussagen zur gleichgeschlechtlichen Ehe
Aufsehen in den USA und darüber hinaus erregte die Äußerung Prejeans zur gleichgeschlechtlichen Ehe im Verlauf der Miss-USA-Wahlen und eine Reihe rechtlicher Auseinandersetzungen in der Folge.
Während des Schönheitswettbewerbs zur Miss USA 2009 wurde sie von einem Mitglied der Jury, dem Blogger und zeitweiligen LGBT-Aktivisten Perez Hilton, zum Thema der gleichgeschlechtlichen Ehe in den USA befragt. Sie antwortete darauf:
„Nun, ich glaube, dass es großartig ist, dass Amerikaner wählen können, ob so oder so geheiratet wird. Wir leben in einem Land, wo man sich für gleichgeschlechtliche Ehe entscheiden kann oder für gegenteilige Ehe. Wissen Sie was, in meinem Land, in meiner Familie, glaube ich, dass die Ehe zwischen einem Mann und einer Frau sein sollte, ohne irgendjemand da draußen beleidigen zu wollen. Aber so wurde ich erzogen, und ich glaube, dass es zwischen einem Mann und einer Frau sein soll.“

Nachdem Hilton Prejean mit Bezug auf ihre Antwort im Rahmen eines Videokommentars als „dumb bitch“ (dumme Schlampe) beschimpft hatte, kam es zu einer landesweiten Kontroverse. Unterstützung erhielt sie unter anderem von der konservativen Kommentatorin Ann Coulter, dem Investor und Eigentümer der Betreiber des Schönheitswettbewerbs Donald Trump und Gavin Newsom, dem demokratischen Bürgermeister von San Francisco. Trump bezeichnete Prejeans Äußerungen als ehrlich und nicht ehrenrührig. Newsom betonte zwar, Prejeans Standpunkt nicht zu teilen, nahm sie aber zugleich insbesondere gegen beleidigende Angriffe wegen ihrer Meinungsäußerung in Schutz.
In der Folge erschien Prejean unter anderem in einer Fernsehwerbung gegen die gleichgeschlechtliche Ehe der National Organization for Marriage und engagierte eine christlich orientierte PR-Firma.
Im Mai 2009 verglich Prejean ihre Aussagen mit ähnlich gelagerten Aussagen von Präsident Barack Obama zur gleichgeschlechtlichen Ehe, einer Volksabstimmung in Kalifornien und einer Entscheidung des kalifornischen Verfassungsgerichts.

## Juristische Auseinandersetzungen
Nachdem im Mai 2009 Bilder (Rückenansichten) von Prejean, die sie als Siebzehnjährige teilweise unbekleidet zeigten, auf einem Blog veröffentlicht wurden, leitete der Veranstalter der Misswahlen ein Vertragsverletzungsverfahren gegen Prejean ein. Als Teilnehmerin bei den Schönheitswettbewerben hatte sie versichert, dass sie höchsten moralischen Standards genüge und damit keine entsprechenden Ganz- oder Teilaktbilder von ihr in Umlauf seien. K2 Productions, der Veranstalter der kalifornischen Misswahlen, beendete ihren Vertrag und damit ihren Status als Miss California aufgrund fortgesetzter Vertragsverstöße im Juni 2009. Dies wurde vom Eigentümer Donald Trump bestätigt.
Prejean behauptete, K2 Productions habe sie unter anderem für Nacktphotos in einem Herrenmagazin und einer Reality-TV-Show verpflichten wollen. Im August 2009 verklagte sie verschiedene Vertreter von Miss California USA unter anderem wegen übler Nachrede und religiöser Diskriminierung. Die Zusammenarbeit mit der National Organization for Marriage, die die gleichgeschlechtliche Ehe bekämpft und der christlichen Rechten zugeordnet wird, setzte sie fort.
Seitens K2 Productions und Vertretern der Wettbewerbe wurden die Anschuldigungen zurückgewiesen. Im Rahmen von Gegenanzeigen wird versucht, die Einkünfte aus einem geplanten Buch von Prejean für sich in Anspruch zu nehmen. Dieses sei in Verletzung der Vorgaben des Vertrags zum Wettbewerb als Miss California USA geschrieben worden. Zudem wird Prejean auf die Rückgabe eines Darlehens von 5200 $ für eine Schönheitsoperation vor dem Wettbewerb verklagt.
Die beiderseitigen Klagen von Prejean und dem Miss-California-Contest wurden im November 2009 zurückgenommen. Einer Reihe von Berichten zufolge, die auf Angaben des für Paparazzo-Berichterstattung bekannten Webportals TMZ.com zurückgehen, erfolgte die Einigung kurz nachdem gegnerische Anwälte ein privates und niemals veröffentlichtes explizites "Sex-Video" Prejeans als Beweisstück dem Gericht vorlegten. Prejean verweigert zu den näheren Umständen weitere Auskünfte, was unterer anderem zu einem Eklat bei der Talkshow Larry King Live führte.

## Folgen
Prejean gilt mittlerweile als politische Symbolfigur und wurde darin unter anderem mit Anita Bryant verglichen. Zusammen mit unter anderem Ann Coulter, Phyllis Schlafly und Michele Bachmann wurde sie in einem seit 2005 erscheinenden Kalender zu großartigen konservativen Amerikanerinnen (“Great American Conservative Women”) der konservativen Denkfabrik Clare Boothe Luce Policy Institute abgebildet. Die für 2010 erschienene erste Auflage von 25.000 Stück war umgehend ausverkauft.
Michael Fullilove sieht auffällige Parallelen zwischen Carrie Prejean und der 2008 als Vizepräsidentin kandidierenden Sarah Palin. Beide seien als frühere Schönheitsköniginnen von älteren Herren (Trump bzw. Senator McCain) in die Öffentlichkeit gerückt worden und stünden beide auch nach einem gewissen Absturz im Brennpunkt politischer und kultureller Selbstfindungsprozesse des konservativen Amerika.
Meghan McCain zufolge, die Palin kritisch gegenübersteht und bei Prejean eine differenzierte Haltung einnimmt, sei es heuchlerisch, wenn im Falle Prejean wie darüber hinaus innerhalb der Anhänger der Republikaner aufgrund einer kritischen Haltung zur gleichgeschlechtlichen Ehe jedweder persönliche Skandal vertuscht oder nicht ernst genommen werde.